# Héliaszok

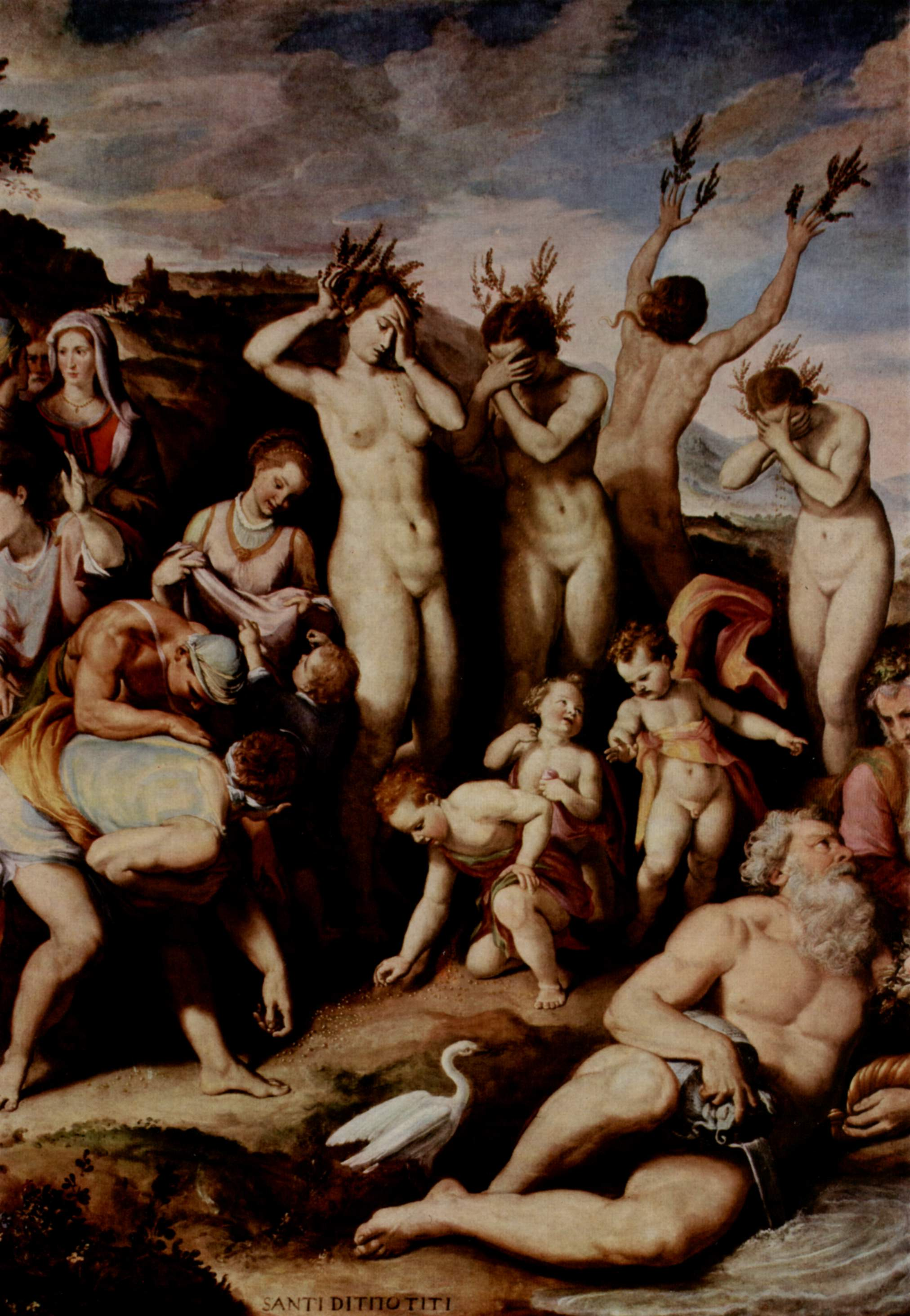
Tito di Santi: Phaetón nővérei

A héliaszok a nap gyermekei, Héliosz napisten és Klümené ókeanisz lányai a görög mitológiában, valamint Héliosz és Rhodosz hét fia. A fiúk kitűntek a csillagjóslásban.
A ránk maradt források egy része szerint hárman voltak: Aigialé, Aegle és Aithra. Más források szerint öt lány alkotta a héliaszok csoportját: Hélia, Meropé, Phoibé, Aithra és Dioxippé.
Testvérbátyjuk, Phaetón meghalt, miután megpróbálta vezetni apja napfogatát. A lovak fékevesztett rohanásukban túl közel kerültek a földhöz és már majdnem felperzseltek mindent, amikor a gondatlan kocsist, Phaethónt, Zeusz villámaival lesodorta az égről. A Héliászok négy hónapig siratták testvérüket.
„S jöttek a Heliasok gyászos zokogással, a holtnak
már nem használó könnyel, s verdesve a mellük,
szólítják Phaethont éj s nap keseregve, akit már
hangjuk nem serkent, s testükkel a sírra omolnak”.
Megindulva bánatuk felett az istenek nyárfákká változtatták őket, könnyeik mint borostyánok hullottak az Eridanosz folyó vizébe, amely szerencsétlen sorsú bátyjuk sírja lett.

## Külső hivatkozások
- Héliászok